# Gille (bouffon de foire)
 (signalé en mai 2025).
Si vous disposez d'ouvrages ou d'articles de référence ou si vous connaissez des sites web de qualité traitant du thème abordé ici, merci de compléter l'article en donnant les références utiles à sa vérifiabilité et en les liant à la section « Notes et références ».
- Archive Wikiwix
- Bing
- Cairn
- DuckDuckGo
- E. Universalis
- Gallica
- Google
- G. Books
- G. News
- G. Scholar
- Persée
- Qwant
- (zh) Baidu
- (ru) Yandex
- (wd) trouver des œuvres sur Wikidata

Gille est le nom d'un bouffon de foire à l'époque moderne. Il a engendré un personnage théâtral, le Gille.

## Origine du terme
Avant l'époque moderne, Gille serait le nom d'un bouffon de foire, dérivé du nom de baptême Gilles.
Le mot est attesté en latin médiéval sous la forme gillo selon le linguiste Charles du Fresne, sieur du Cange. L'ancien français possède deux verbes d'origine germanique ou francique giler, au sens de se hâter, prendre la fuite, guiler qui signifie en un premier sens, duper, tromper, en un second, prendre par surprise, en un troisième, dépenser follement. Ces deux verbes auraient influencé l'évolution du terme gille selon le linguiste Algirdas Julien Greimas.
Une gille en moyen français (en latin médiéval gilla) est une fraude, une tromperie, un mensonge, une illusion générée par un jeu ou une mimique. .
Faire gille, expression usitée en 1593, signifie "fuir, s'enfuir, faire banqueroute" d'où  le substantif populaire gillerie ou le verbe de même sens giller.
En fin de compte, le gille est un personnage qui se hâte constamment et qui se comporte selon les circonstances tantôt comme un naïf trop généreux, tantôt comme un astucieux fraudeur ou trompeur habile.

## Bouffon de foire et personnage du théâtre burlesque
Un gille représente communément un bouffon de foire vers 1650.
Un gille désigne aussi un niais, un naïf costumé dans le milieu théâtral de l'époque moderne.